# Hundested Skanse
Hundested Skanse är en befästning på Själlands nordvästra kust. Den uppfördes 1809 i samband med Englandskrigen under Napoleonkrigen. Tillsammans med Skansehage i Rørvig på andra sidan mynningen av Isefjorden skulle anläggningen beskydda inseglingen till bland annat industrianläggningarna i Frederiksværk samt Roskilde. Hundested Skanse ligger i Hundested i Halsnæs kommun och är skyddad som ett fornminne.
Skansen hade 1809 åtta kanoner och två mörsare. Idag finns fyra kanoner kvar. Delar av vallanläggningen har störtat ned i havet.
Skansen bemannades av Kystmilitsen. Denna bestod av män, som inte gjorde militärtjänst. Avsikten med batteriet var att avvisa eller fördröja ett angrepp till dess reguljära styrkor kunde nå fram. Milisen hade själv att anskaffa beväpning, och denna bestod därför - utöver kanonerna – endast av till exempel hötjugor och liar. Milisen tränade varje söndag efter gudstjänsterna. 
I närheten västerut ligger Spodsbjergs Batteri, som är ett kulturminne med fredningsnummer 272511, ett batteri från 1917, nedlagt som befästning 1930 eller 1939.

### Bildgalleri

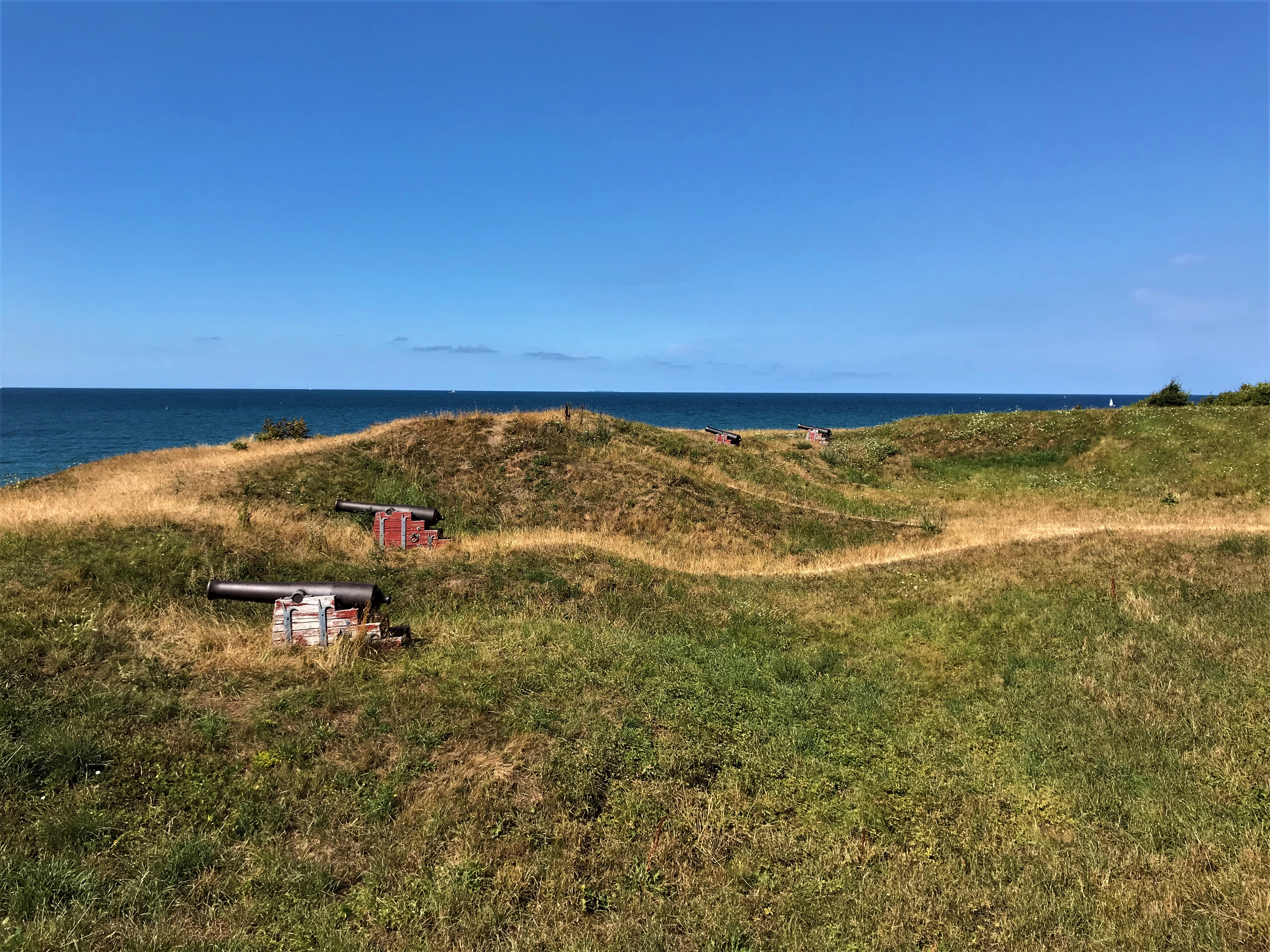
Hundested Skanse
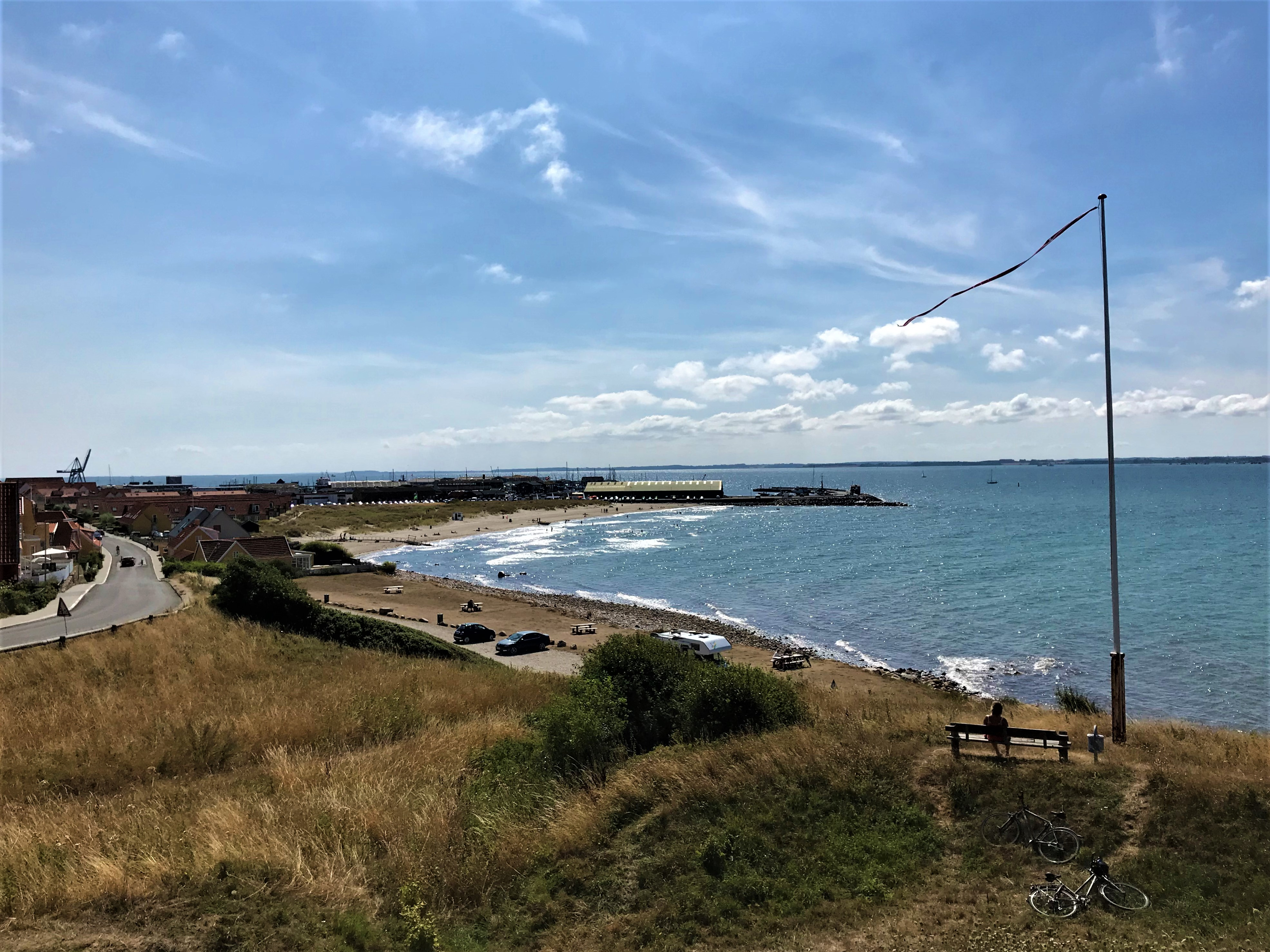
Utsikt mot Trekanten-strand från Hundested Skanse
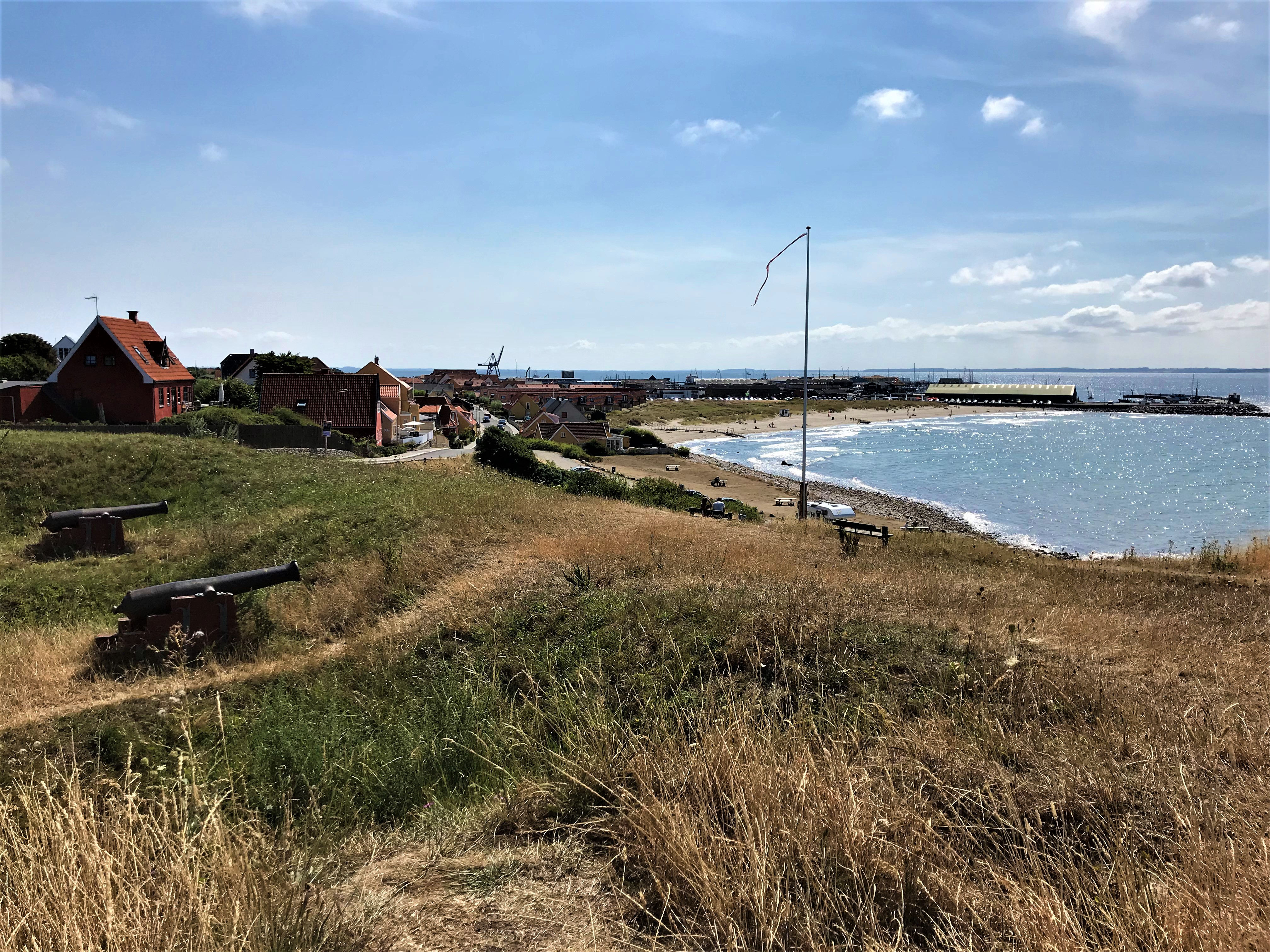
Utsikt mot Trekanten-strand från Hundested Skanse
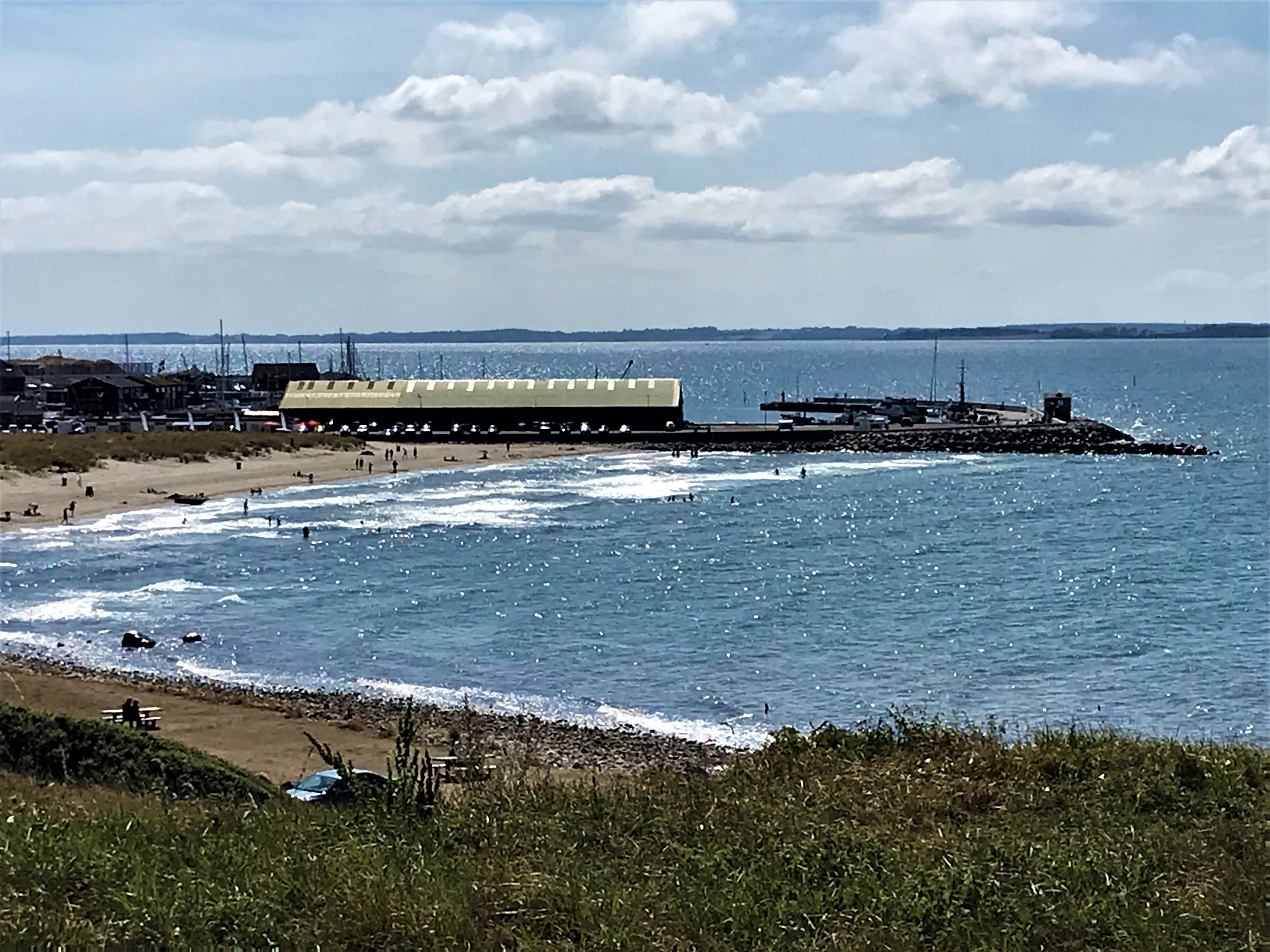
Utsikt mot Trekanten-strand från Hundested Skanse